# 2010 في ألمانيا
فيما يلي قوائم الأحداث التي وقعت خلال عام 2010 في ألمانيا.

## أحداث
- 24 يوليو – تدافع استعراض الحب

## سياسة

### تعيين في المنصب
- 1 فبراير – شتيفان مابوس رئيس وزراء ولاية بادن-فورتمبيرغ.
- 9 يونيو – أرمين لاشيت عضو مجلس الشورى الموحد شمال الراين وستفاليا.
- 30 يونيو – كريستيان فولف رئيس ألمانيا.
- 14 يوليو – هانيلورة كرافت رئيس وزراء شمال الراين وستفاليا [الإنجليزية]‏،رئيس البوندسرات.
- 31 أغسطس – فولكر بوفيير رئيس وزراء هسن  [لغات أخرى]‏.

### انتهاء فترة المنصب
- 5 فبراير – غونتر أوتينغر عضو مجلس الشورى الموحد بادن فورتمبيرغ  [لغات أخرى]‏،رئيس وزراء ولاية بادن-فورتمبيرغ.
- 31 مايو – هورست كولر رئيس ألمانيا.
- 30 يونيو – كريستيان فولف رئيس وزراء ساكسونيا السفلى [الإنجليزية]‏.
- 14 يوليو – يورغن روتغرز رئيس وزراء شمال الراين وستفاليا [الإنجليزية]‏.

## رياضة
- 1 يناير – كأس العالم للسيدات تحت 20 سنة 2010 الفائز منتخب ألمانيا تحت 20 سنة للسيدات لكرة القدم.
- 25 يوليو – جائزة ألمانيا الكبرى 2010 الفائز فرناندو ألونسو.

## أفلام
من الأفلام التي صدرت هذه السنة في ألمانيا:
- 1 يناير – السيد لا أحد من إخراج جاكو فان دورميل.
- 1 يناير – باندورم من إخراج Christian Alvart [الإنجليزية]‏.
- 1 يناير – ريزدنت إيفل: الآخرة من إخراج بول أندرسون.
- 1 يناير – عجمي من إخراج إسكندر قبطي، يارون شاني.
- 1 يناير – عينان مفتوحتان من إخراج Haim Tabakman  [لغات أخرى]‏.
- 1 يناير – كل يوم عيد
- 1 يناير – لبنان من إخراج صاموئيل معاذ.
- 1 يناير – نيوكولين آنليميتد من إخراج Agostino Imondi [الإنجليزية]‏.
- 18 مايو – ضد المسيح من إخراج لارس فون ترايير.
- 21 مايو – الشريط الأبيض من إخراج مايكل هاينيكي.
- 24 ديسمبر – شرلوك هولمز من إخراج غاي ريتشي.

## برامج ومسلسلات وأنمي
- الحب الممنوع

## وفيات

### فبراير
- 12 فبراير – فيرنر كرايمر (مواليد 1940) لاعب كرة قدم ألماني.

### مارس
- 1 مارس – لوثار إنغلهارت (مواليد 1939)
- 12 مارس – كلاوس مولر (مواليد 1923)
- 27 مارس – والتر شنايدر (مواليد 1927)

### أبريل
- 24 أبريل – بول شيفر (مواليد 1921)

### مايو
- 30 مايو – بول مولر (مواليد 1940)

### يوليو
- 2 يوليو – آدم كارل بيتري (مواليد 1926) رياضياتي ألماني.
- 3 يوليو – هربرت إرهارت (مواليد 1930) لاعب كرة قدم ألماني.
- 12 يوليو – غونتر بينش (مواليد 1922) مهندس معماري ألماني.

### أكتوبر
- 20 أكتوبر – ويلي بيسمانوف (مواليد 1932)

### نوفمبر
- 18 نوفمبر – هانز جوس (مواليد 1926) فيزيائي ألماني.
- 20 نوفمبر – فالتر فريتس (مواليد 1929) كاتب ومؤلف ألماني.